# Parornix incerta
Parornix incerta là một loài bướm đêm thuộc họ Gracillariidae. Loài này có ở Tây Ban Nha.